# Rafflesia arnoldii
Espèce
Classification APG III (2009)
Rafflesia arnoldii R.Br. est une espèce de plantes à fleurs de la famille des Rafflesiaceae. C'est une plante parasite non-chlorophyllienne. Elle est célèbre pour être la plante possédant la plus grande vraie fleur au monde.

## Dénomination
Elle tient son nom des naturalistes Stamford Raffles et Joseph Arnold qui l'ont décrite le 19 mai 1818.

## Caractéristiques

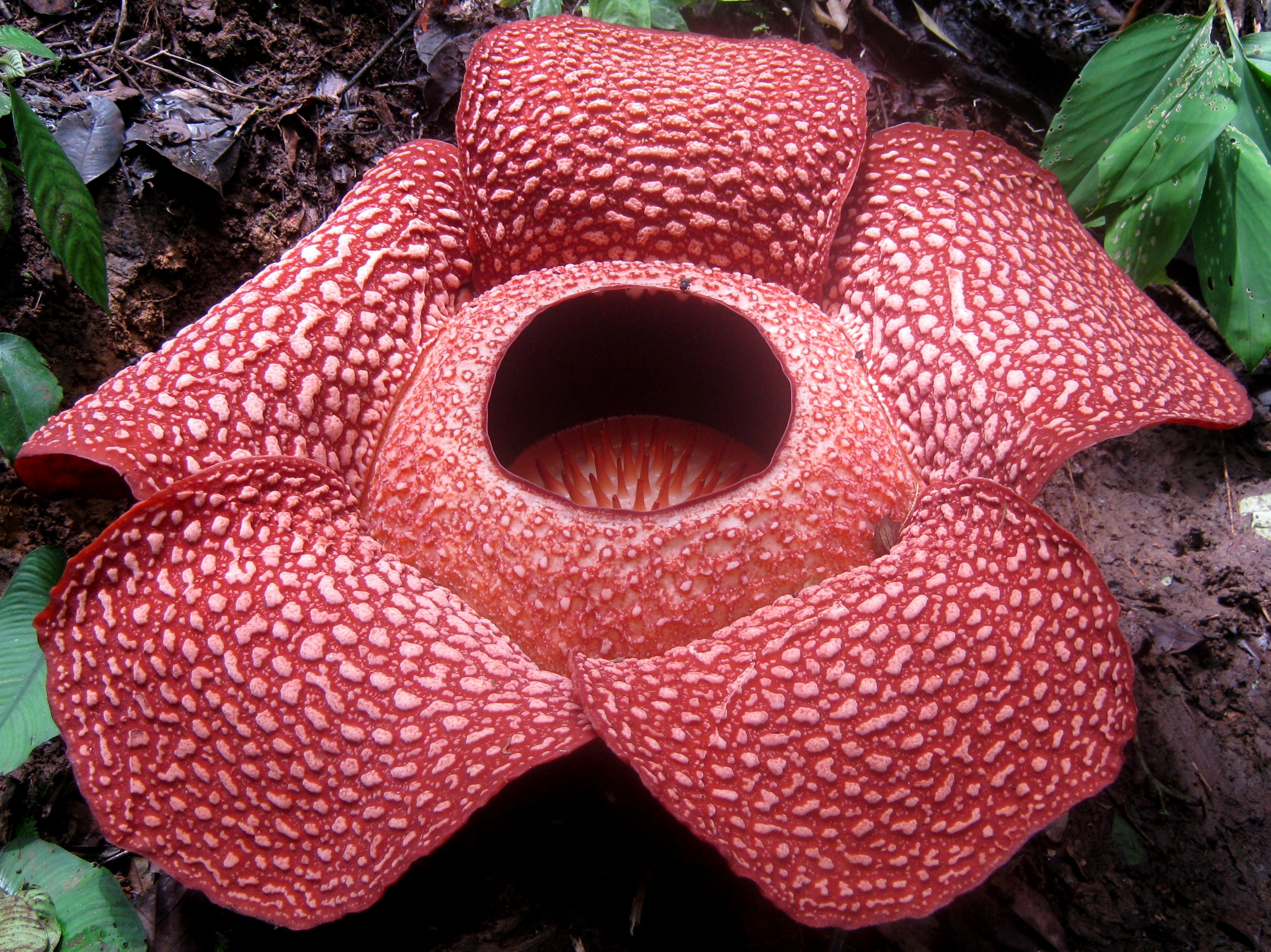
Rafflesia arnoldii.

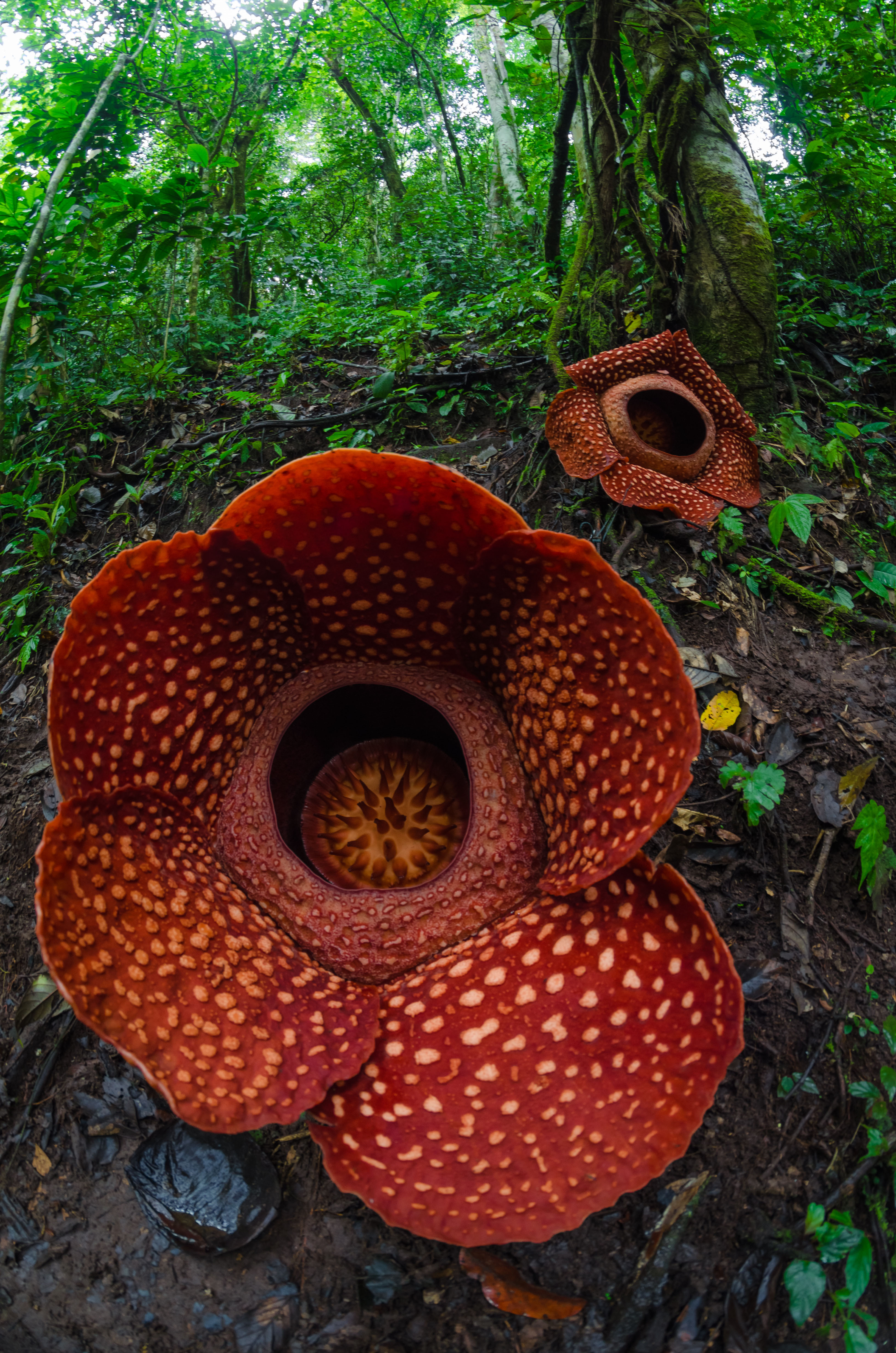
Rafflesia arnoldii dans le Sumatra occidental, en Indonésie. Mars 2018.

Rafflesia arnoldii est une plante parasite des lianes tropicales du genre Tetrastigma (famille des Vitaceae). Il s'agit d'un parasite strict, non chlorophyllien, un holoparasite. Elle ne possède pas de feuilles, et sa tige et ses racines sont à l'intérieur de la plante parasitée (hôte). Les parties aériennes de la plante se résument à sa fleur.
La fleur, charnue, est rouge ocre, cloquée de pustules crémeuses. Elle dégage une forte odeur de charogne qui attire des insectes comme la mouche Chrysomyia megacephala qui assurent la pollinisation, à condition que des fleurs mâles et femelles soient simultanément écloses dans un proche rayon car Rafflesia arnoldii est une plante dioïque. Cette odeur nauséabonde de viande avariée destinée à attirer les mouches lui vaut le surnom de « fleur cadavre ».
En dehors de la floraison, la présence de Rafflesia arnoldii est indétectable. Elle se développe pendant un an ou deux dans les tissus de sa plante-hôte et aux dépens de celle-ci, puis apparaît une nodosité qui se craquelle et émerge des tissus de l'hôte, au ras du sol : le bouton floral. Ce dernier grossit pendant plusieurs mois jusqu’à atteindre la taille d’un ballon de basket. Il ressemble, avant de s'ouvrir, à un gros chou noir, puis il éclot en répandant une odeur fétide. La fleur ne reste éclose que 5 ou 6 jours par an.
L'Arum titan (Amorphophaluus titanum (Becc.) Becc. ex Arcang., famille des Araceae) est le plus souvent cité comme ayant la plus grande fleur au monde, mais cette dernière est une fausse-fleur, c'est-à-dire une inflorescence condensée reproduisant morphologiquement et fonctionnellement une fleur unique. Les vraies fleurs de l'Arum titan, situées à la base de son spadice, sont en fait très petites, alors que la fleur de Rafflesia arnoldii est réellement gigantesque, la plus grande connue à ce jour. Elle peut en effet atteindre un mètre,de diamètre et peser jusqu’à 11 kg.

## Écologie
On trouve cette plante dans les forêts humides à Sumatra et à Bornéo, en Indonésie où elle est reconnue comme l'un des symboles floraux et dans le sud de la Thaïlande.

## Menaces et protection
Déjà rare au départ, Rafflesia arnoldii voit ses effectifs se réduire progressivement, en parallèle à la destruction des forêts primaires tropicales de l'Asie du Sud-Est.
Sa discrétion à l'état végétatif et sa physiologie complexe (plante parasite stricte) rendent les mesures de préservation difficiles, aussi bien in situ qu'ex situ. Ainsi, en dépit de longs et coûteux efforts, aucun jardin botanique n’a encore été capable, à ce jour, de cultiver une Rafflésie hors de son milieu naturel.
Le statut de conservation de Rafflesia arnoldii n'a pas encore été évalué par l’Union internationale pour la conservation de la nature, seule une espèce proche, Rafflesia magnifica, a fait l'objet d'une évaluation.
Rafflesia arnoldii n'est également pas inscrite aux annexes de la CITES réglementant le commerce international.
Au niveau local, des mesures de protection sont cependant prises pour éviter qu'elle soit cueillie, détruite ou commercialisée.